# James Fenimore Cooper
Pour les articles homonymes, voir Cooper.
James Fenimore Cooper, né le 15 septembre 1789 à Burlington (New Jersey) et mort le 14 septembre 1851 à Cooperstown (État de New York), est un écrivain américain. Il est surtout connu pour son roman Le Dernier des Mohicans.

## Biographie
James Fenimore Cooper naît le 17 septembre 1789, le onzième d'une fratrie de douze enfants, il est le fils de William Cooper (en), juge et membre du Congrès pour le comté d'Otsego, et de son épouse, Elizabeth Fenimore.
Après une scolarité à Albany et New Haven, Fenimore Cooper s'inscrit à l'université Yale en 1803, à treize ans. Il reste ainsi le plus jeune étudiant jamais entré dans cette université, mais il est « renvoyé pour inconduite » dès 1805, ce qui met un terme à ses études universitaires. Il s'engage dans une carrière de marin à partir de 1806 et navigue sur le Sterling, un navire marchand, mais lors d'une escale à Cowes, en 1806, en raison des guerres napoléoniennes qui font rage en Europe, il est enrôlé par la presse britannique dans la Royal Navy. Les voyages suivants le mènent jusqu'à Águilas et Cabo de Gata sur la côte méridionale espagnole, d'où il peut regagner l'Amérique. Le 1er janvier 1808, il s'engage dans la US Navy comme midshipman et reçoit des ordres pour plusieurs missions stratégiques autour du lac Ontario et dans l'archipel des Mille-Îles pendant la guerre anglo-américaine de 1812. Certaines des aventures de cette période lui serviront ultérieurement de sources d'inspiration pour l'écriture de son roman Le Lac Ontario (The Pathfinder) (1840).

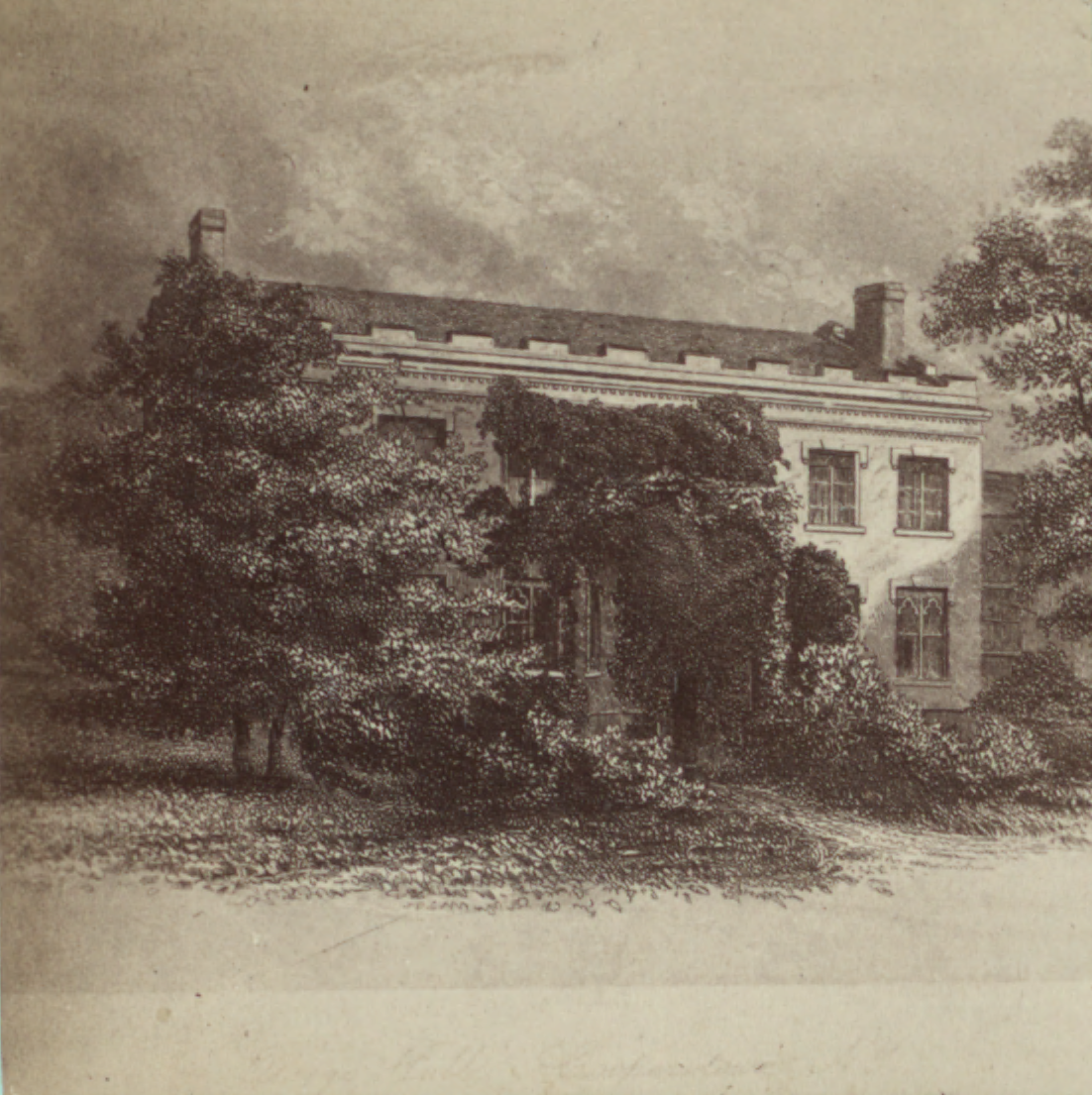
Otsego Hall, Cooperstown

En 1811, il épouse Susan Augusta De Lancey et met fin à sa carrière de marin : il s'installe alors dans le comté de Westchester (État de New York).
De 1826 à 1833, sa famille séjourne en Europe. À Paris, il publie des ouvrages, dont The Red Rover (1827) et The Water Witch (1830) et se lie d'amitié avec le peintre Samuel Morse et le héros de l'Indépendance américaine, Gilbert du Motier de La Fayette.
De retour aux États-Unis, il se réinstalle dans la maison familiale de Otsego Hall, à Cooperstown.
En mai 1839, il publie son Histoire de la marine des États-Unis (History of the Navy of the United States of America).
Il meurt la veille de ses 62 ans d'hydropisie. Sa femme Susan ne lui survit que de quelques mois. Les époux sont inhumés au cimetière de Christ Churchyard, à Cooperstown, auprès de William Cooper.

## Carrière littéraire
Son premier roman, intitulé Précaution (Precaution), paru en 1820, passe inaperçu, mais très rapidement, son deuxième roman L'Espion (The Spy), publié l'année suivante, rencontre un grand succès.
Une partie de son œuvre se fonde sur les récits des Amérindiens d'Amérique du Nord. Ses romans ont pour cadre les territoires des Iroquois des six Nations que son père avait contribué à annexer. Dans la série de romans d'aventures Histoires de Bas-de-Cuir (Leatherstocking), composée de cinq romans, dont Le Dernier des Mohicans (The Last of the Mohicans, 1826), La Prairie (The Prairie, 1827) et Le Tueur de daims (The Deerslayer, 1841), Cooper décrit les luttes entre Français et Anglais en Amérique du Nord au cours du XVIIIe siècle. Le héros, Nathanias, dit Natty Bumper, dit Bas-de-Cuir, Œíl-de-Faucon et La Longue Carabine, recueilli enfant par les Amérindiens, représente l'homme des frontières.
Fenimore Cooper a écrit de nombreux romans sur la mer, tel L'Écumeur de mer (The Waterwitch, 1830). Mais l'ensemble de son œuvre est de qualité inégale.

## Héritage, réception et diffusion de l'œuvre
Sa fille, Susan Fenimore Cooper (1813 - 1894), a été elle aussi écrivaine et philanthrope.
Il est l'un des écrivains américains les plus populaires au XIXe siècle, autant dans le monde anglo-saxon qu'en Europe continentale. Honoré de Balzac, admirateur critique de Cooper, s'inspire de Bas-de-Cuir pour écrire Les Chouans, et pour créer Vautrin, personnage récurrent des romans de La Comédie humaine qui rappelle beaucoup le trappeur Bas-de-cuir.
Victor Hugo  qualifie Fenimore Cooper de grand maître de la littérature moderne. Les traductions, associées au développement de la littérature de jeunesse, et l'engouement pour le Far-west, initiés au cours de la Belle Époque en font un auteur incontournable pour une première découverte du monde. Le jeune Marcel Pagnol, comme on le voit dans La Gloire de mon père, le lit beaucoup dans sa jeunesse. Il fait figure aussi parmi les lectures d'adolescents qui influencent ensuite de nombreux écrivains, à l'instar d'André Dhôtel ou Henri Thomas fascinés par les descriptions de vastes espaces naturels américains.
De nombreux films et séries télévisées ont été tirés de ses œuvres, comme Le Trappeur des grands lacs (The Pathfinder) réalisé par Sidney Salkow, sorti en 1952, et surtout pas moins de six adaptations cinématographiques du Dernier des Mohicans, son roman le plus célèbre, qui connaît aussi de nombreuses rééditions, dont une magnifiquement illustrée par René Follet.
Dans la collection "Grand A" rééditée par la maison Fernand Nathan en 1977, les romans de Fenimore Cooper Le dernier des Mohicans, La prairie, Le Corsaire rouge etc. adaptés pour les jeunes lecteurs de 9 à 14 ans figurent respectivement après la neuvième place. Ces ouvrages désormais classiques adaptés pour la jeunesse viennent après Le roman de Renard, trois recueils de Contes d'auteurs célèbres (Perrault, Andersen, Grimm), Ivanhoé de Walter Scott, Ben Hur de Lewis Wallace, La Case de l'oncle Tom de H. Beecher Stowe, L'Île au trésor de Robert Louis Stevenson et Les Voyages de Gulliver de Jonathan Swift.

## Œuvre

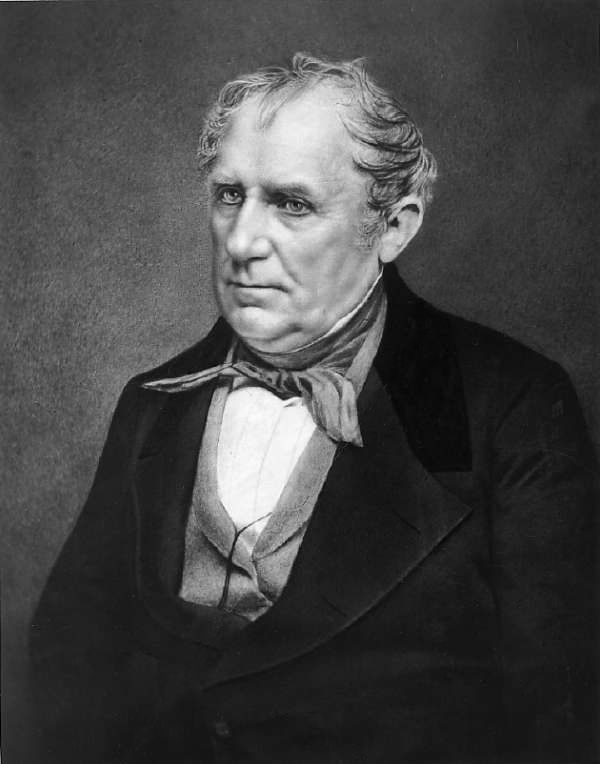
James Fenimore Cooper par Brady

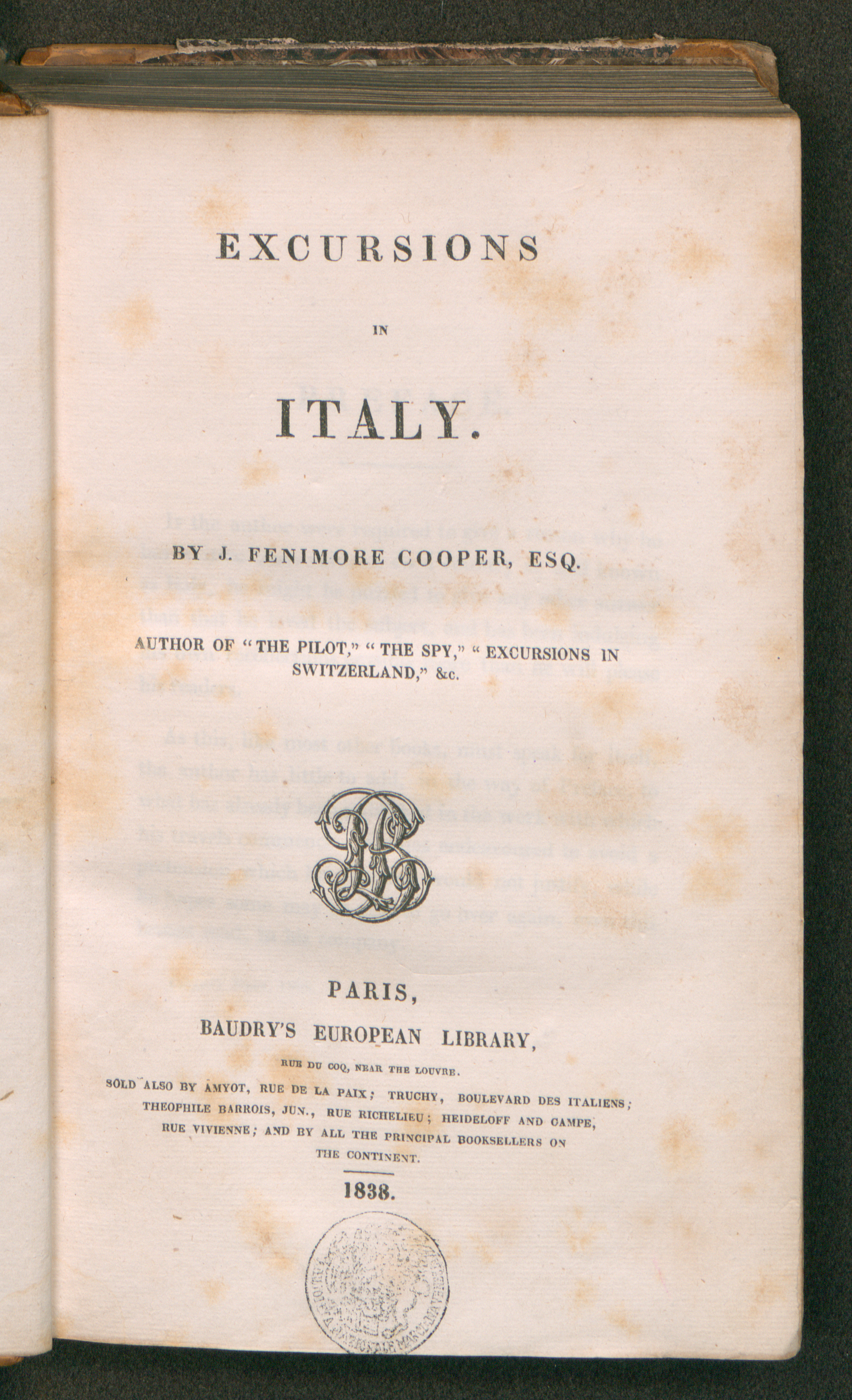
Page de titre de Excursion in Italy, 1838

### Romans

#### Série desHistoires de Bas-de-Cuir(Leatherstocking)
Dans l'ordre chronologique du récit :
- Le Tueur de daims (aussi traduit sous le titre L'Œil de Faucon) (The Deerslayer) (1841)
- Le Dernier des Mohicans (The Last of the Mohicans) (1826)
- Le Lac Ontario ou le Guide (The Pathfinder) (1840)
- Les Pionniers (The Pioneers) (1823)
- La Prairie (The Prairie) (1827)

#### Autres romans
- Précaution (Precaution) (1820)
- L'Espion (Un épisode de la guerre d'indépendance) (The Spy) (1821)
- Le Pilote (The Pilot) (1824)[6]
- Lionel Lincoln (1825)
- Le Corsaire rouge (The Red Rover) (1827 en Europe, 1828 aux Etats-Unis)
- Le Puritain d'Amérique ou La Vallée de Wish-ton-Wish (The Wept of Wish-ton-Wish) (1829)
- L'Écumeur de mer (The Water-Witch: or, the Skimmer of the Seas) (1830)
- Le Bravo, histoire vénitienne (The Bravo: A Venetian Story) (1831)
- Heidenmauer ou Le Camp des païens (The Heidenmauer) (1832)
- Le Bourreau (The Headsman: The Abbaye des Vignerons (1833)

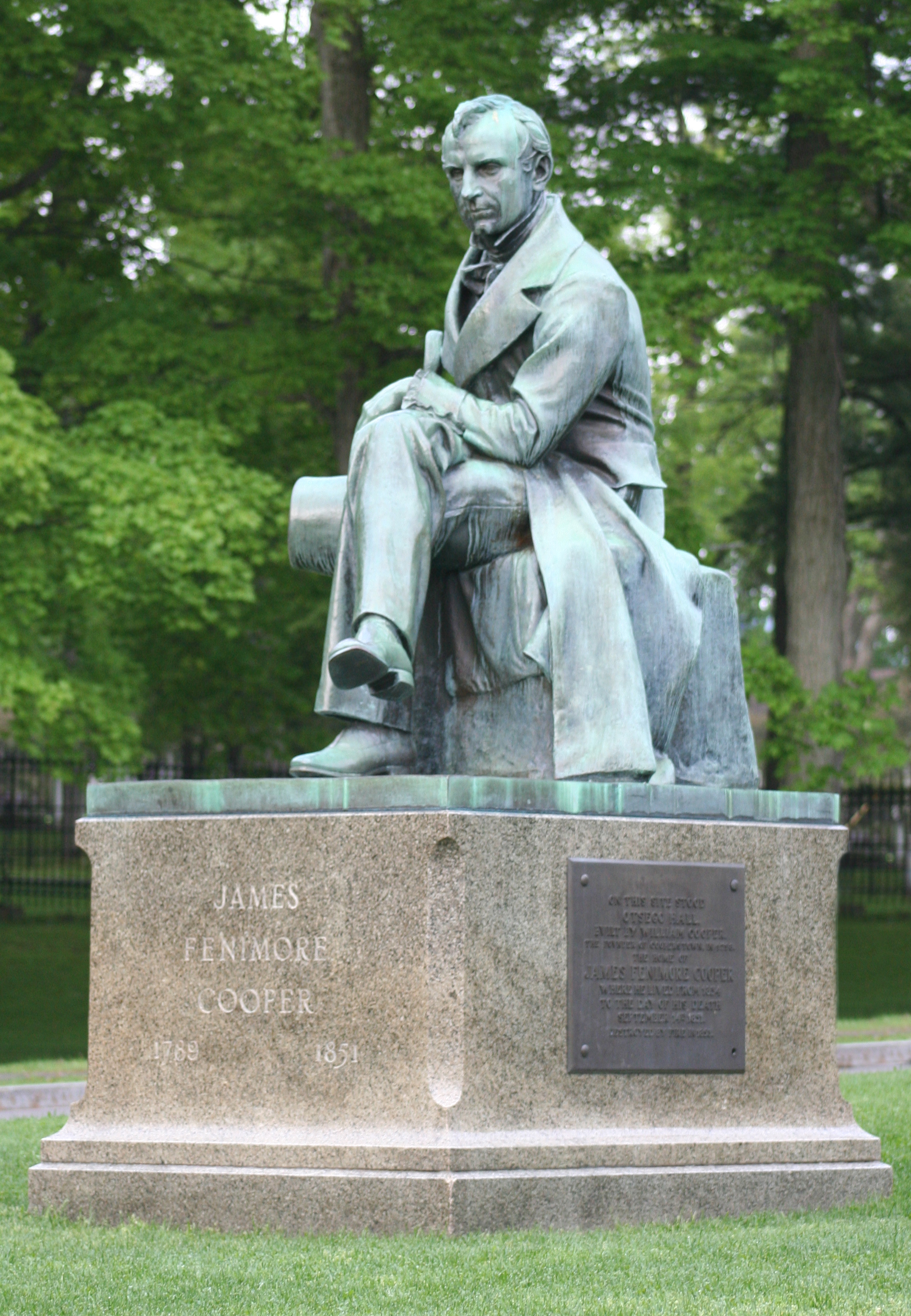
Statue de James Fenimore Cooper à Cooperstown, New York

- Les Monikins (The Monikins) (1835)
- Homeward Bound (1838)
- Home as Found (1838)
- Mercedes of Castille: or, The Voyage to Cathay (1841)
- Les Deux Amiraux (The Two Admirals) (1842)
- Le Feu-follet (Wing and Wing / Jack O'Lantern) (1842)
- Autobiography of a Pocket Handkerchief (1842)
- Richard Dale (1843)
- Wyandotte: or The Hutted Knoll (1843)
- Sur mer et sur terre (Afloat and Ashore: or, The Adventure of Miles Wallingford) (1844)
- Miles Wallingford: Sequel to Afloat and Ashore (1844)
- Satanstoe: or The Littlepage Manuscripts, a Tale of the Colony (1845)
- The Chainbearer; or, Littlepage Manuscript (1845)
- The Redskins; or, Indian and Injin: Being the Conclusion of the Littlepage Manuscripts (1846)
- Le Cratère (The Crater of Vulcan Peak) (1847)  Le Cratère sur Wikisource
- Oak Openings: or the Bee-Hunter (1848)
- Jack Tier: or the Florida Reefs (1848)
- Les Lions de mer (The Sea Lions) (1849)
- Les Mœurs du jour (The Way of the Hour) (1850)

### Recueils de nouvelles
- Tales for Fifteen (1823), sous le pseudonyme de Jane Morgan

### Nouvelles
- No Steamboats (1832)
- An Execution at Sea (1836)
- The Lake Gun (1851)

### Essais
- Lettres sur les mœurs et les institutions des États-Unis (Notions of the Americans: Picked up by a Travelling Bachelor) (1828)
- Letter to General Lafayette (1830)
- A Letter to His Countrymen (1834)
- The American Democrat: or Hints on the Social and Civic Relations of the United States of America (1838)
- The Chronicles of Cooperstown (1838)
- Histoire de la marine des États-Unis (Navy of United States) (1839)
- Old Ironsides (1839)
- Proceedings of the Naval Court-Martial in the Case of Alexander Slidell Mackenzie, &c. (1844)
- New York: or The Towns of Manhattan (1851)

### Journaux de voyages
- Gleanings in Europe: Switzerland (Sketches of Switzerland) (1836)
- A Residence in France: With an Excursion Up the Rhine, and a Second Visit to Switzerland (1836)
- Gleanings in Europe: France (1837)
- Gleanings in Europe: England (1837)
- Gleanings in Europe: Italy (1837)

### Biographies
- Ned Myers: or Life before the Mast (1843)
- Lives of Distinguished American Naval Officers (1846)

### Pièce de théâtre
- Upside Down: or Philosophy in Petticoats (1850)

### Mémoires
- The Eclipse (1836)

## Musique
- Le Corsaire, op. 21, ouverture composée en 1845 par Hector Berlioz d'après le roman The Red Rover.

## Éditions françaises
- James Fenimore Cooper, Le Dernier des Mohicans (trad. François Happe), Paris, éditions Gallmeister, collection "Totem", 2020, 480p[7].
- James Fenimore Cooper, Les Pionniers (trad. François Happe), Paris, éditions Gallmeister, collection "Totem", 2018, 528p[7].
- James Fenimore Cooper, La Prairie (trad. François Happe), Paris, éditions Gallmeister, collection "Totem", 2019, 544p[7].